# Diccionario del Amante de América Latina
Diccionario del Amante de América Latina (2006) (”Lexikon för älskaren av Latinamerika”) är en bok av den peruanske författaren och nobelpristagaren i litteratur Mario Vargas Llosa. Boken är en del i en fransk samling av liknande verk (alla med titeln ”Lexikon för älskaren av … ”). Den riktar sig till europeiska läsare med syftet att de skall upptäcka den geografi, historia och kultur som finns i andra delar av världen. Av denna anledning har Mario Vargas Llosa valt ut och ordnat i alfabetisk ordning omkring 150 texter (eller textfragment) från sin omfattande produktion av journalistik, skönlitteratur och essäer, som behandlar många frågor som rör kontinenten.
Det finns inga nyheter eller tidigare opublicerade texter, men det är en bra chans att se vilken betydelse som tankarna om Peru (vilket skulle kunna motivera en separat bok) och Latinamerika har i författarens verk. De äldsta artiklarna hänför sig till 1950-talet – Ima Súmac (1956), Selva (1958) – och de senaste når nästan fram till idag: Chabuca Granda (2003), Panama (2004). I boken kan man även upptäcka förändringar i författarens åsikter i frågor och beträffande personligheter som Che Guevara, i boken presenterad i två radikalt olika artiklar. En är skriven 1968 (Vargas Llosas "revolutionära" period) och en annan 1992. Den sistnämnda beskriver Che som en halvt bortglömd person, vars idéer har förstenats i böcker utan läsare och vars bild samtidshistorien har suddat ut till den grad att han förväxlas med "dessa historiska mumier som är undanstoppade i något mörkt valv."
På grund av arten av bok är det ingen brist på vanliga artiklar om kuriosa, radioteater eller sightseeing (Valle del Colca, Punta Sal), men de flesta av texterna handlar om litteratur. Tillsammans utgör de ett intressant och omfattande galleri av latinamerikanska författare och deras verk, beskrivna med all den passion och noggrannhet med vilken Vargas Llosa brukar ta itu med sina personliga teman. Bland dessa porträtt framträder särskilt tydligt hans vänner och kollegor i den latinamerikanska boomen: García Márquez, Fuentes, Cortázar och Donoso. Det finns också liknande texter om Neruda, Borges, Carpentier, Rulfo, Onetti, Paz och många andra.

## Fotnoter och källor
1. ↑  Boken publicerades första gången 2005 på franska under titeln "Dictionnaire amoureux de l'Amérique latine", Plon, Paris.
2. ↑  ”esas momias históricas arrumbadas en un lugar oscuro del panteón”, Diccionario del Amante …, sid 187.
3. ↑   Javier Agreda (2007). ”Diccionario del Amante de América Latina” (på spanska). http://agreda.blogspot.com/2007/05/diccionario-del-amante-de-amrica-latina.html.

- Vargas Llosa, Mario (2006) (på spa). Diccionario del amante de América Latina. Barcelona: Paidós. Libris 10321233. ISBN 84-493-1950-1